# Río Tabaconas
Der Río Tabaconas ist ein etwa 113 km langer rechter Nebenfluss des Río Chinchipe in Nord-Peru in der Region Cajamarca.

## Flusslauf
Der Río Tabaconas entspringt in der peruanischen Zentralkordillere im äußersten Nordwesten des Distrikts Tabaconas in der Provinz San Ignacio. Das Quellgebiet liegt an der Südflanke des 3427 m hohen Cerro Llorón auf einer Höhe von etwa 3350 m. Der Río Tabaconas fließt anfangs 22 km in Richtung Südsüdost. Bei der Ortschaft Tabaconas wendet sich der Fluss nach Osten. Bei Flusskilometer 83 trifft der Río Manchara von Süden kommend auf den Río Tabaconas. Dieser passiert bei Flusskilometer 72 die Ortschaft Tamborapa Pueblo und wendet sich unmittelbar im Anschluss in Richtung Südsüdost. Unterhalb von Flusskilometer 58 befindet sich die Provinz Jaén am rechten Flussufer. Bei Flusskilometer 46 wendet sich der Río Tabaconas nach Osten. Ab Flusskilometer 19 fließt der Río Tabaconas in Richtung Ostnordost, ab Flusskilometer 7 in Richtung Nordnordost. 14 km oberhalb der Mündung befinden sich die Ortschaften Ambato Tamborapa und Puerto Tamborapa. Der Río Tabaconas trifft schließlich auf einer Höhe von etwa 435 m auf den Río Chinchipe, 40 km oberhalb dessen Mündung in den Río Marañón.

## Einzugsgebiet
Das Einzugsgebiet des Río Tabaconas umfasst ein Areal von etwa 1900 km². Es erstreckt sich über Teile der Provinzen San Ignacio und Jaén. Im Südosten grenzt das Einzugsgebiet des Río Tabaconas an das der Quebrada San Juan, im Südwesten an das des Río Huayllabamba, im Westen an das des Río Huancabamba, im Norden an das des Río Canchis sowie im Nordosten an das des oberstrom gelegenen Río Chinchipe.

## Ökologie
Das Einzugsgebiet des Río Tabaconas oberhalb von Flusskilometer 99 befindet sich im Schutzgebiet Santuario Nacional Tabaconas Namballe.